# Abdelhamid Saïdane
Abdelhamid Saïdane, plus connu sous le surnom de Bob Saïdane, né en 1930 à Tunis et décédé le 18 juin 2012, est un basketteur tunisien.

## Biographie
Il découvre le basket-ball avec la création de la section de ce sport à l'Espérance sportive de Tunis en 1946, avec ses amis Saadeddine Zmerli, Béchir Ben Mansour, Larbi Barbouchi, Ridha Zmerli et Messaoud Toumi. En 1947, il obtient la onzième place au concours du meilleur jeune basketteur, en étant le deuxième Tunisien derrière Lotfi Raïes classé troisième, et devient rapidement le maître à jouer de son club. La meilleure équipe de l'époque l'Orientale, entraînée par un pionnier de ce sport, Hamadi Driss, l'engage ; il contribue à l'obtention de trois titres.
L'équipe de la police, l'Olympique de Tunis, qui veut monter un grand club de basket-ball, l'engage à son tour mais l'échec de son projet sportif le ramène à l'Orientale. Puis, la dissolution de ce club le ramène à l'Espérance sportive de Tunis qui vient de recréer sa section. Entraîneur-joueur, il lui permet de retrouver sa place parmi l'élite en tant que joueur (1957-1967) et en tant qu'entraîneur (1957-1969) 
Entretemps, il est appelé en équipe nationale, avec laquelle il participe notamment au tournoi amical de Moscou et aux Jeux panarabes en 1957. Il est même entraîneur national adjoint en 1965. Dans les années 1960 et 1970, il est professeur d'éducation physique au Collège Sadiki.
« Formidable formateur, inlassable entraîneur, il a accompagné la naissance de plusieurs générations de basketteurs : découvreur de talents, initiateur des rudiments de basket, strict manager, père protecteur, ami des moments de joie et de déconvenue » écrit de lui Lassâad Lioui, l'un de ses élèves, journaliste et basketteur.

## Parcours
- 1946-1948 : Espérance sportive de Tunis
- 1948-1952 : L'Orientale
- 1952-1954 : Olympique de Tunis
- 1954-1957 : L'Orientale
- 1957-1969 : Espérance sportive de Tunis

## Palmarès
- Vainqueur du championnat de Tunisie masculin de basket-ball : 1951, 1952
- Vainqueur de la coupe de Tunisie masculine de basket-ball : 1952
- Vainqueur du championnat de division d'honneur de basket-ball (3e division) : 1958
- Vainqueur du championnat de division d'excellence de basket-ball (2e division) : 1959